# 森林保衛戰
《森林保衛戰》（英語：Over the Hedge），是一部2006年美國電腦動畫片，由夢工廠製作。2006年5月19日於美國上映。內容改編自聯合媒體所出版之同名漫畫。Tim Johnson和Karey Kirkpatrick兩人執導，製作人則為Bonnie Arnold。影片分級為普遍級。此乃派拉蒙影业发行的首部梦工厂动画作品。

## 劇情
冬去春來，森林裡冬眠後的動物們發現附近被開發成住宅區，無法覓食。此時浣熊阿傑提議去那兒偷取食物，大家便聽從他的指示展開行動，殊不知阿傑其實另有計畫...

## 配音員
| 配音                                            | 配音                            | 配音   | 角色                                                       |
| 英版                                            | 台版                            | 港版   | 角色                                                       |
| ----------------------------------------------- | ------------------------------- | ------ | ---------------------------------------------------------- |
| 布鲁斯·威利斯                                   | 庹宗康                          | 黃子華 | 阿傑（RJ），浣熊                                           |
| 蓋瑞·桑得林                                     | 李香生                          | 張達明 | 龜毛（Verne），烏龜                                        |
| 史提夫·加維                                     | 屈中恆                          | 森美   | 哈寶（Hammy），北美紅松鼠                                  |
| 旺达·塞克丝                                     | 王華怡                          | 譚淑英 | 史黛娜（Stella），臭鼬                                     |
| 尤金·列维（小路） 凱瑟琳·奧·哈拉（潘妮）        | 符爽（小路）                    |        | 小路（Lou）和潘妮（Penny），北美豪豬                       |
| Shane Baumel Sami Kirkpatrick Madison Davenport |                                 |        | 史派克（Spike）、巴奇（Bucky）和圖里歐（Quillo），北美豪豬 |
| 威廉·夏特纳（奧司） 艾薇兒·拉維尼（西施妹）     | 陳宗岳（奧司） 楊丞琳（西施妹） |        | 奧司（Ozzie）和西施妹（Heather），北美負鼠                 |
| 歐米德·吉亞李利                                 | 康殿宏                          |        | 小虎（Tiger），波斯貓                                      |
| 尼克·诺尔蒂                                     | 佟紹宗                          |        | 文森（Vincent），美洲黑熊                                  |
| 艾莉森·珍妮                                     | 姜瑰瑾                          |        | 葛蒂絲·夏普（Gladys Sharp），人類                          |
| 托马斯·哈登·丘奇                                |                                 |        | 除害專家杜恩（Dwayne LaFontant），人類                     |
| 布萊恩·斯泰潘內克                               |                                 |        | （Nugent），羅威那                                         |
| Lee Bienstock 肖恩·亞茲貝克                     |                                 |        | 其他人類角色                                               |

## 外部連結
- 官方网站（英文）
- AllMovie上《森林保衛戰》的资料（英文）
- 互联网电影数据库（IMDb）上《森林保衛戰》的资料（英文）
- 豆瓣电影上《森林保衛戰》的資料 （简体中文）
- 爛番茄上《森林保衛戰》的資料（英文）
- Box Office Mojo上《森林保衛戰》的資料（英文）
- Metacritic上《森林保衛戰》的資料（英文）